# Josef Doležal
Pour les articles homonymes, voir Dolezal.

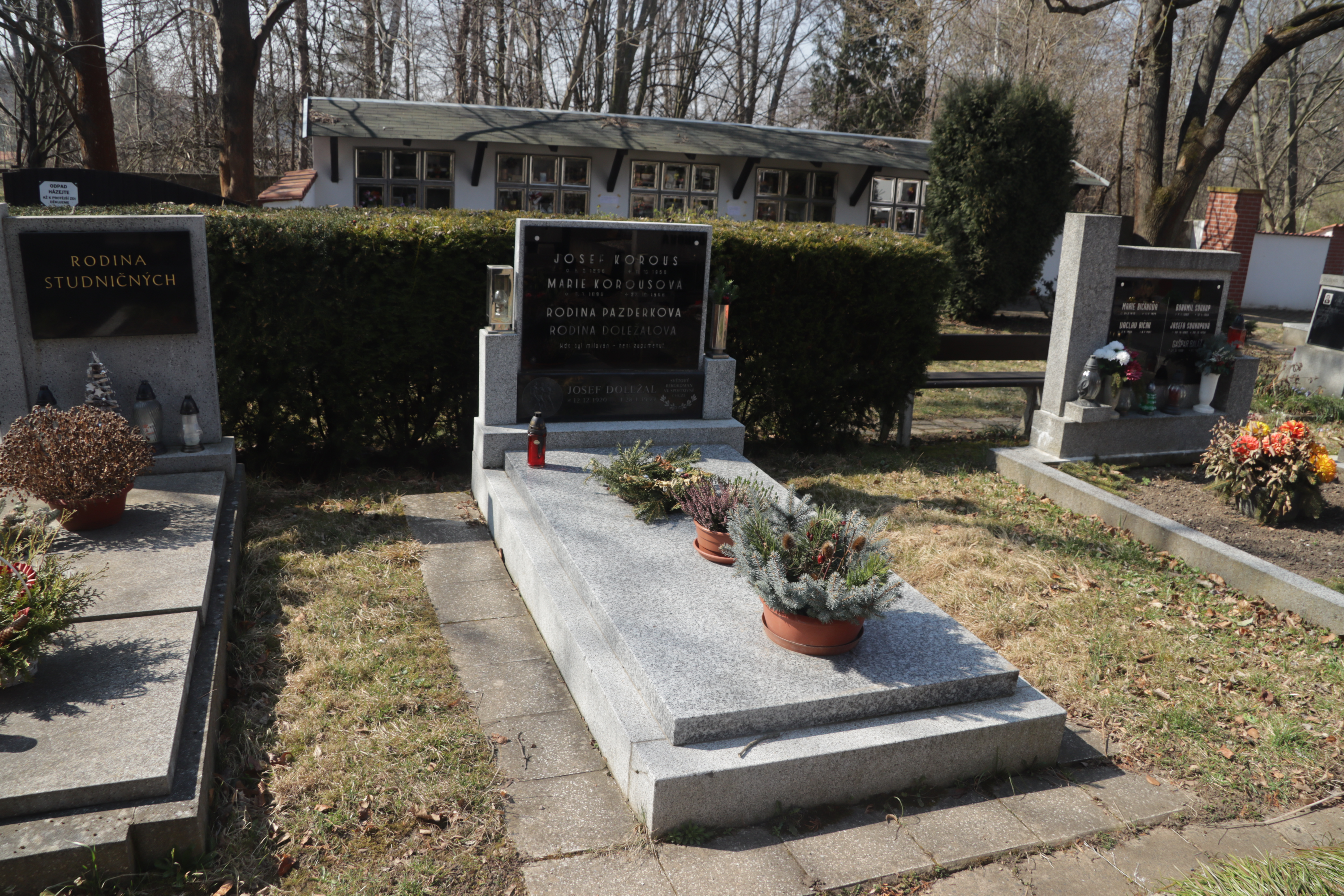
Vue d'ensemble de la tombe de Josef Doležal au cimetière de Dolní Počernice à Dolní Počernice, Prague.

Josef Doležal  (né le 12 décembre 1920 à Příbram et mort le 28 janvier 1999 à Prague) est un athlète tchèque, spécialiste de la marche athlétique.

## Carrière
Il se classe deuxième du 50 km marche lors des Jeux olympiques de 1952, à Helsinki, s'inclinant face à l'Italien Giuseppe Dordoni .
En 1954, lors des Championnats d'Europe de Berne, Josef Doležal remporte le titre du 10 km marche (45 min 01 s 8) et s'adjuge par ailleurs la médaille d'argent sur 50 km.

### Palmarès
| Date | Compétition           | Lieu     | Résultat | Épreuve      |
| ---- | --------------------- | -------- | -------- | ------------ |
| 1952 | Jeux olympiques       | Helsinki | 2e       | 50 km marche |
| 1954 | Championnats d'Europe | Berne    | 1er      | 10 km marche |
| 1954 | Championnats d'Europe | Berne    | 2e       | 50 km marche |

### Records
| Épreuve      | Performance     | Lieu | Date |
| ------------ | --------------- | ---- | ---- |
| 10 km marche | 43 min 32 s     |      | 1953 |
| 20 km marche | 1 h 30 min 00 s |      | 1956 |
| 50 km marche | 4 h 15 min 14 s |      | 1957 |